# SMS Gazelle (1859)
Pour les autres navires du même nom, voir SMS Gazelle.
La SMS Gazelle est une corvette cuirassée de la Marine prussienne, puis de la Marine de la Confédération du Nord et enfin de la Marine impériale allemande, appartenant à la classe Arcona.
Construit en 1859 et mis en service en 1862, il effectuera une mission scientifique autour du monde entre 1874 et 1876 sous le commandement du capitaine von Schleinitz.

## Caractéristiques
Le navire est construit aux chantiers navals impériaux de Dantzig, lancé le 19 décembre 1859 et mis en service le 15 mai 1862. De la classe Arcona, ses sister-ships sont les SMS Arcona (1858), SMS Vineta (1863), SMS Hertha (1864) et SMS Elisabeth (1868).
La Gazelle mesure près de 72 mètres de longueur et 13 mètres de longueur et possède un tirant d'eau de 6,50 mètres. Sa vitesse est de 13,50 nœuds. Son armement consiste en six canons à poudre de calibre 68 et en vingt canons à poudre de calibre 36. À partir de 1870, le navire est doté de dix-sept canons frettés de calibre 15 cm.

## Services avant 1874
La SMS Gazelle entreprend de 1862 à 1865 un voyage jusqu'en Extrême-Orient dans le but d'établir des liens commerciaux et d'installer le premier consul prussien au Japon. À cette époque Guido Karcher (1844-1905), futur vice-amiral, sert à bord comme cadet de la marine. Adolf Mensing (de) (1845-1929) a décrit ce voyage de manière très vivante dans ses souvenirs. Max von der Goltz y participe en tant que lieutenant de vaisseau.
Quelques années plus tard, la SMS Gazelle stationne avec la SMS Vineta aux Antilles en 1872 et défend les intérêts économiques allemands à Haïti dans une crise déclenchée par des pirates haïtiens. De 1872 à 1874, la SMS Gazelle doit effectuer avec la frégate SMS Friedrich Carl un voyage aux Caraïbes, puis autour de l'Amérique du Sud jusqu'en Extrême-Orient, mais différents engagements l'obligent à demeurer aux Caraïbes. Elle est de retour à Kiel, le 3 mai 1873, puis à Dantzig pour des réparations de fond.

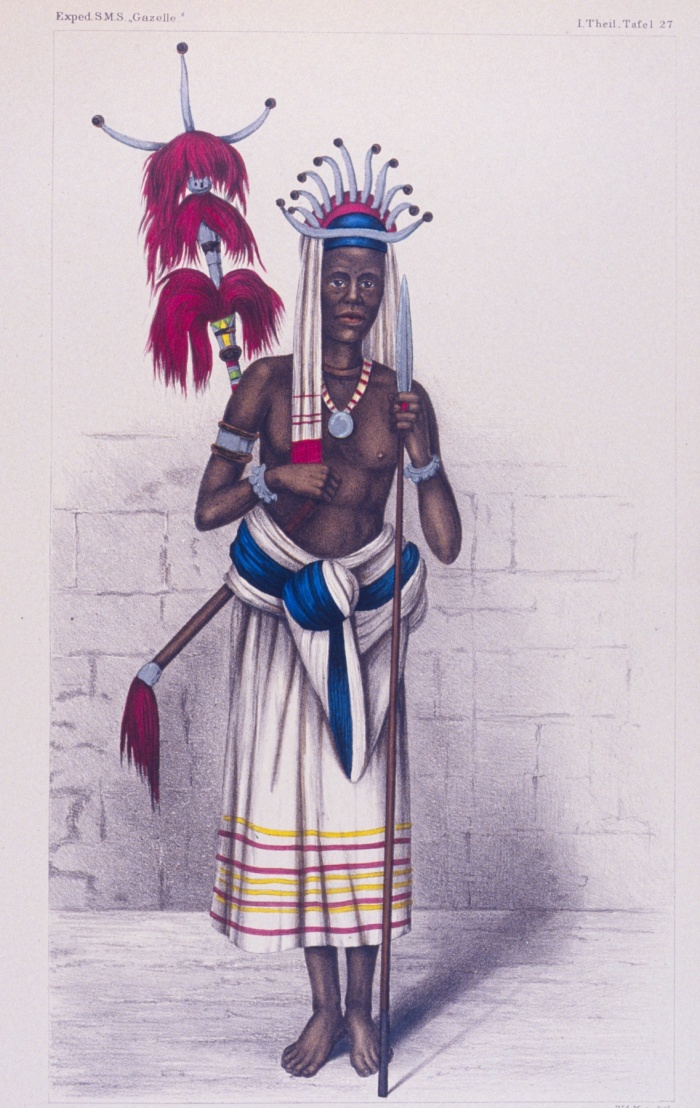
Guerrier de Timor, illustration de l'expédition (1875)

## Tour du monde, 1874-1876
Du 21 juin 1874 au 28 avril 1876, la SMS Gazelle effectue une expédition de deux ans à but scientifique sous le commandement du capitaine von Schleinitz. Le navire quitte Kiel pour longer ensuite les côtes de l'Afrique occidentale, puis il passe le cap de Bonne-Espérance en direction des îles Kerguelen, afin de mener des observations scientifiques importantes dans ce secteur dont des observations météorologiques et astronomiques.
Ensuite le navire jette l'ancre à l'île Maurice, puis traverse les mers du Sud, jusqu'au Nouveau-Mecklembourg et la Nouvelle-Poméranie, puis les Samoa, passe le détroit de Magellan, remonte l'océan Atlantique, passant aux Açores, pour être enfin de retour à Kiel.
L'armement est réduit de moitié afin d'aménager dans la batterie des espaces de travail et de logement pour l'équipe scientifique qui participe à l'expédition. L'équipage (qui comprenait à l'origine plus de trois cents hommes) est drastiquement réduit à peine à une cinquantaine d'hommes. L'objet de l'expédition est d'abord d'étudier le profil des sols de l'Atlantique Sud et les grands courants à l'équateur et autour de la Nouvelle-Guinée, et en second lieu d'étudier les phénomènes astronomiques au sud de l'océan Indien. Elle est composée du zoologiste bernois Theophil Studer (qui est également bon photographe), du médecin naval Friedrich Carl Naumann et de son assistant Carl Hüesker qui sont chargés des domaines de la botanique, de la zoologie et de l'anthropologie. L'équipe de savants comprend en plus des astronomes sous la direction de Karl Börgen chargés d'observer le transit de Vénus, phénomène extrêmement rare, qu'il est choisi d'étudier à partir des îles Kerguelen (où le navire arrive le 26 octobre 1874 (pour en partir le 5 février 1875) et à la fin à l'île Maurice. On compte le talentueux jeune astronome austro-hongrois Ladislaus Weinek (de), également fin dessinateur, l'astronome Athur Wittstein, le photographe H. Bobzin et le mécanicien Carl Krille.
Le compte-rendu de l'expédition et son récit de voyage est publié à Berlin par le service hydrographique du département de la Marine impériale sous le titre de Die Forschungsreise S.M.S. "Gazelle" in den Jahren 1874 bis 1876 unter Kommando des Kapitän zur See Freiherrn von Schleinitz (« Le voyage de recherche du S.M.S. "Gazelle" des années 1874 à 1876 sous le commandement du capitaine de mer Freiherr von Schleinitz »).
La SMS Gazelle est mise à quai et hors service en 1884, puis à la ferraille en 1906.

## Illustrations de l'expédition autour du monde

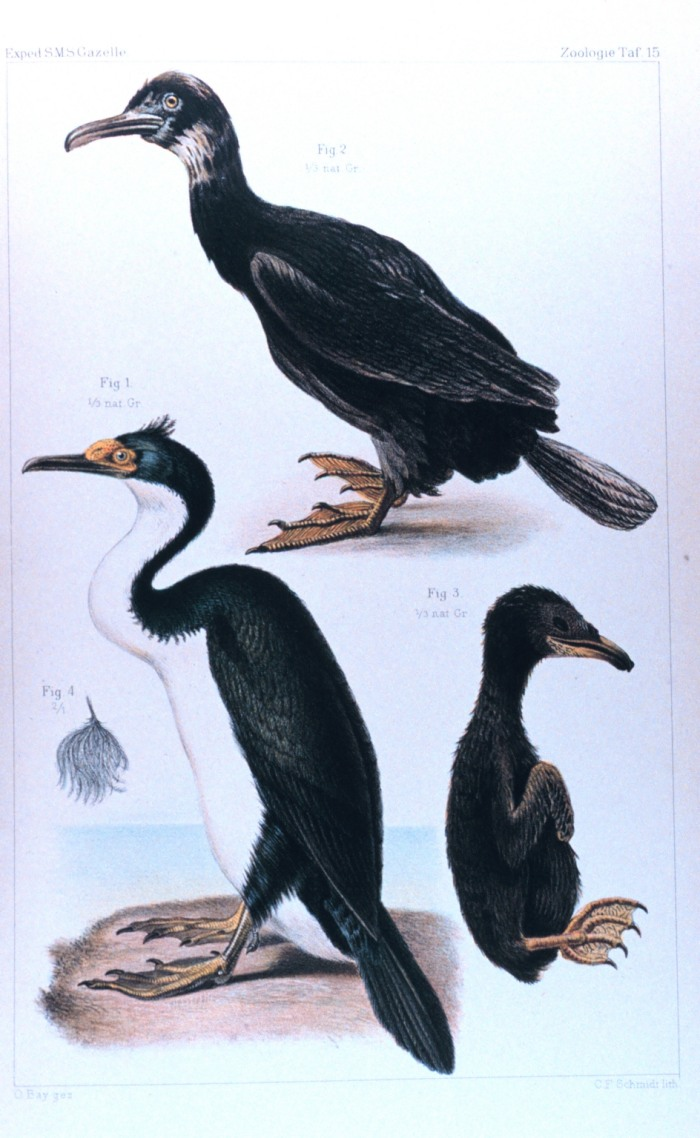
Phalacrocorax verrucosus aux Kerguelen, espèce découverte par l'expédition
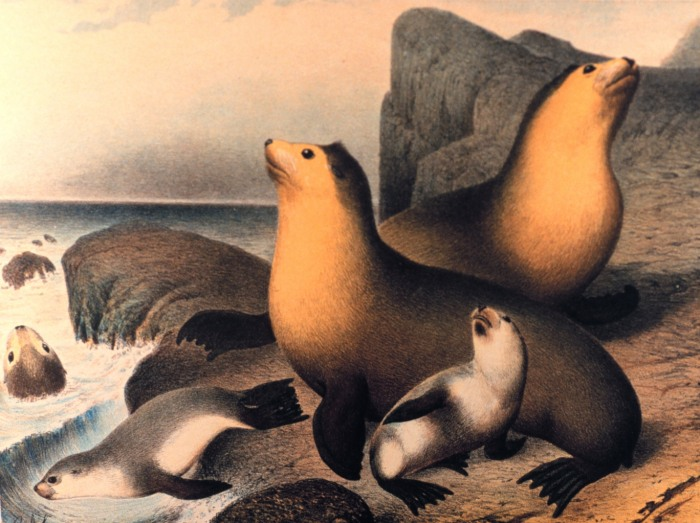
Arctocephalus gazella à l'île d'Amsterdam, espèce découverte par l'expédition
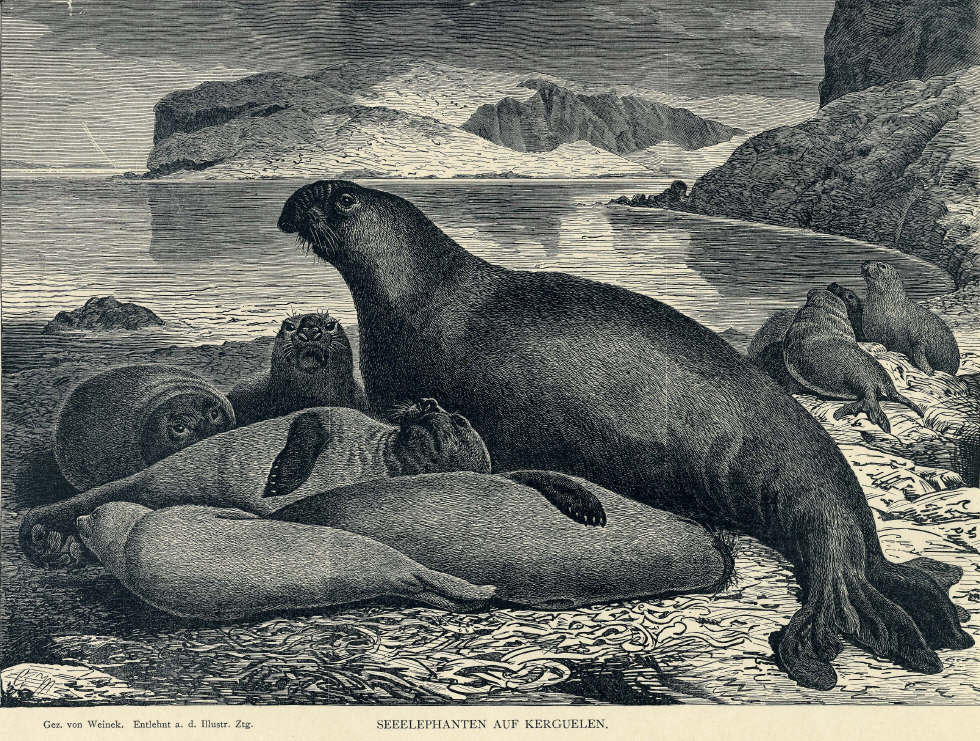
Éléphants de mer aux Kerguelen (dessin de Weinek)
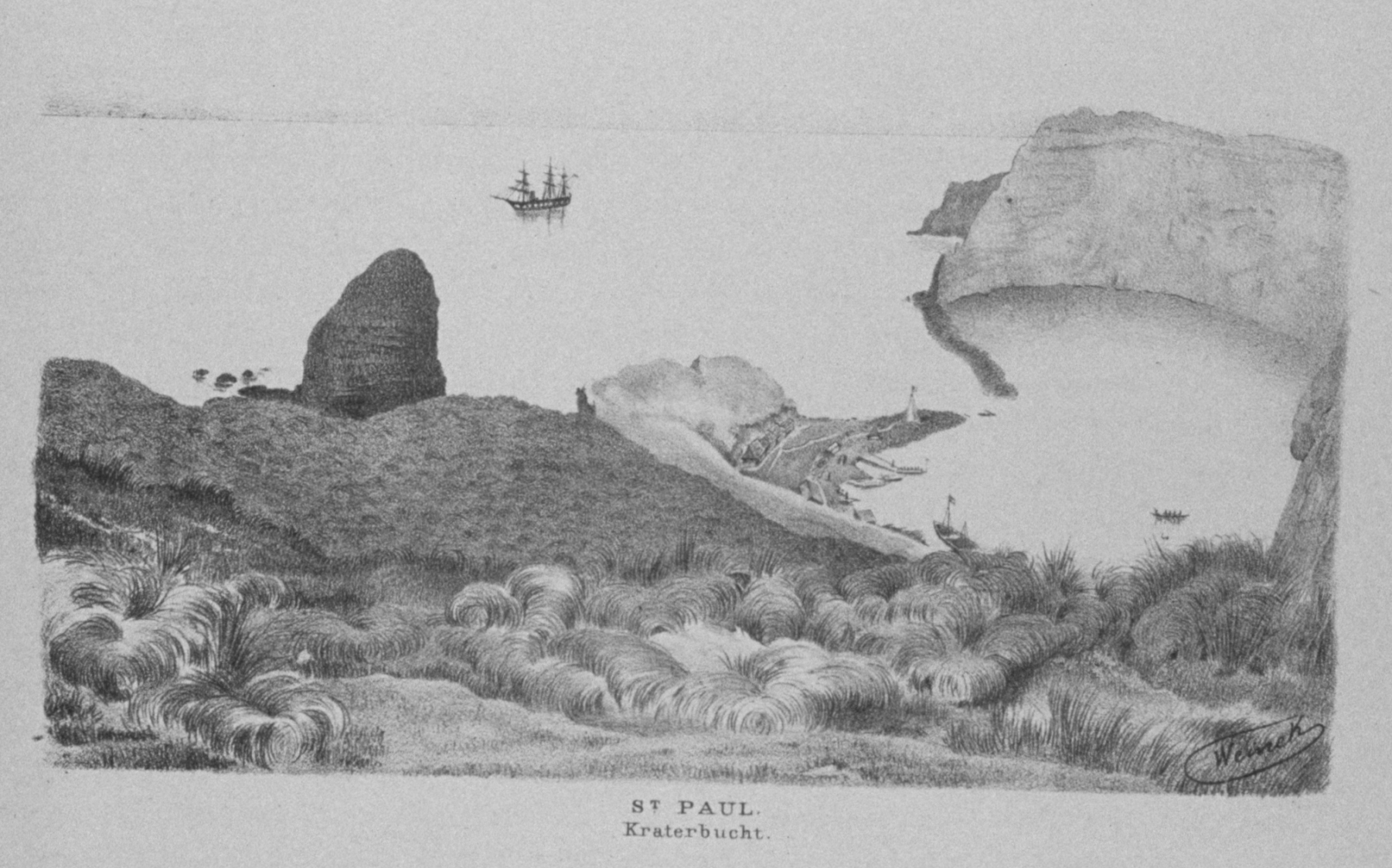
La SMS Gazelle devant la baie du Cratère à l'île Saint-Paul (dessin de Weinek)